# Veste Otzberg
Die Veste Otzberg (Hessen) wurde auf dem Gipfel des Otzberges im Odenwald in 367,9 m ü. NHN errichtet. An dessen Nordhang befindet sich der Ort Hering im südhessischen Landkreis Darmstadt-Dieburg, der aus der Vorburg bzw. der Burgmannensiedlung hervorgegangen ist. Die Geschichte von Burg und Ort ist deshalb eng miteinander verknüpft.

## Geschichte
Das Gebiet um den Otzberg gehörte vermutlich zu dem Territorium, das König Pippin 766 dem Kloster Fulda zusammen mit der Umstädter Mark schenkte.
Die Veste Otzberg dürfte Ende des 12., Anfang des 13. Jahrhunderts gebaut worden sein.
Zu dieser Zeit sicherte der Abt Marquard I. von Fulda den Klosterbesitz und errichtete weithin sichtbare Burgen als Zeichen seines Einflusses.
…Hier ist eine Stelle für eine Burg…
Er übergab die Burg an Konrad den Staufer, den Bruder des Kaisers Friedrich Barbarossa, als Vogt. Der Staufer war Pfalzgraf bei Rhein.
Erstmals wurde das castrum Othesberg 1231 in einer Urkunde erwähnt.
In dieser Urkunde garantiert der Mainzer Erzbischof Siegfried III., gleichzeitig Verwalter der Abtei Fulda, dem Pfalzgrafen Otto II. die im Jahr zuvor getroffene Abmachung, deren Inhalt nicht bekannt ist.
1244 tauchten erstmals castellanos de odesbrech, Burgmannen der Burg Otzberg auf. Die Verteidigungsanlage muss soweit fertiggestellt gewesen sein, dass fünf Burgmannen mitsamt ihren Knechten die Anlage besetzen konnten. Die Burgmannen errichteten in der Ortschaft Hering Höfe, sogenannte Burgmannenhäuser. Von diesen sind noch Teile des Anwesens der Gans von Otzberg erhalten.
Anfang des 14. Jahrhunderts gingen dem Kloster Fulda die Mittel aus, deshalb verpfändete Fürstabt Heinrich VI. von Hohenberg 1332 die Veste Otzberg sowie den fuldischen Anteil der Umstädter Mark für 4600 Pfund Heller an Werner von Anevelt und Engelhard von Frankenstein, die auf der Veste Otzberg Bauten für 200 Pfund ausführen ließen.
Fulda löste das Gut 1374 wieder ein, verpfändete aber noch im gleichen Jahr Otsperg die burg, Heringes die stat darundir sowie die Hälfte von Umstadt für 23.875 Gulden an Ulrich von Hanau, der wiederum in der Burg Baumaßnahmen für 400 Gulden durchführte.
Im Jahr 1390 verkaufte das Kloster Fulda Otzberg und Hering sowie die Hälfte der Umstädter Mark mit der Hanauer Pfandschaft, die mittlerweile auf 33.000 Gulden erhöht worden war, an Pfalzgraf Ruprecht II.
1504 wurde die Bayerische Fehde teilweise auch am Otzberg ausgetragen. Im Streit um das Landshuter Erbe wurde von Kaiser Maximilian gegen Pfalzgraf Philipp wegen Landfriedensbruchs die Reichsacht erklärt. Landgraf Wilhelm II. von Hessen nahm militärisch die Veste Otzberg ein. Nach dem Reichstag von Konstanz 1507 holte sich die Kurpfalz das Amt Otzberg zurück und gab den Besitz nicht mehr heraus. Die Waffentechnik hatte sich jedoch geändert, sodass die Veste nicht mehr alleine durch Burgmannen gehalten werden konnte. Ab 1511 wurden ein Zwinger erbaut, der innere Mauerring verstärkt und ein neues Torhaus errichtet.
In der Mitte des 16. Jahrhunderts wurde auch um die Vorburg (das Dorf Hering) eine steinerne Stadtmauer erbaut.
1621, während des Dreißigjährigen Krieges, quartierte sich ein bayerisches Corps mit 2000 Mann sowie kaiserliche und spanische Truppen im Raum Otzberg-Umstadt ein und belagerten die Veste Otzberg. Ein Jahr später, 1622, kapitulierte die Besatzung der Burg. Die Veste und das Amt Otzberg sowie die Hälfte der Umstädter Mark gingen 1623 wieder an Hessen-Darmstadt, das sie als Entschädigung für erlittene Kriegsschäden erhielt. 1647 nahmen die Franzosen die Veste ein. Sie richteten sich auf der Burg ein und bedienten sich an den noch vorhandenen Lebensmitteln. Mit dem Westfälischen Frieden 1648 kam Otzberg wieder an die Pfalz.
Während des Pfälzischen Erbfolgekrieges lagerte auf der Veste Otzberg das Pfälzische Archiv, aus dem die Besitzansprüche für einen Neuanfang nachgewiesen werden konnten. Mit der Stabilisierung der politischen Verhältnisse hatte die Veste Otzberg ihre militärische Bedeutung für die Pfälzer verloren. Nach und nach wurden ab 1711 aktive Soldaten durch Invaliden ersetzt, so dass die Veste Otzberg sich ab 1720 als reine Invalidengarnison darstellte, die die darin einsitzenden Gefangenen bewachte.

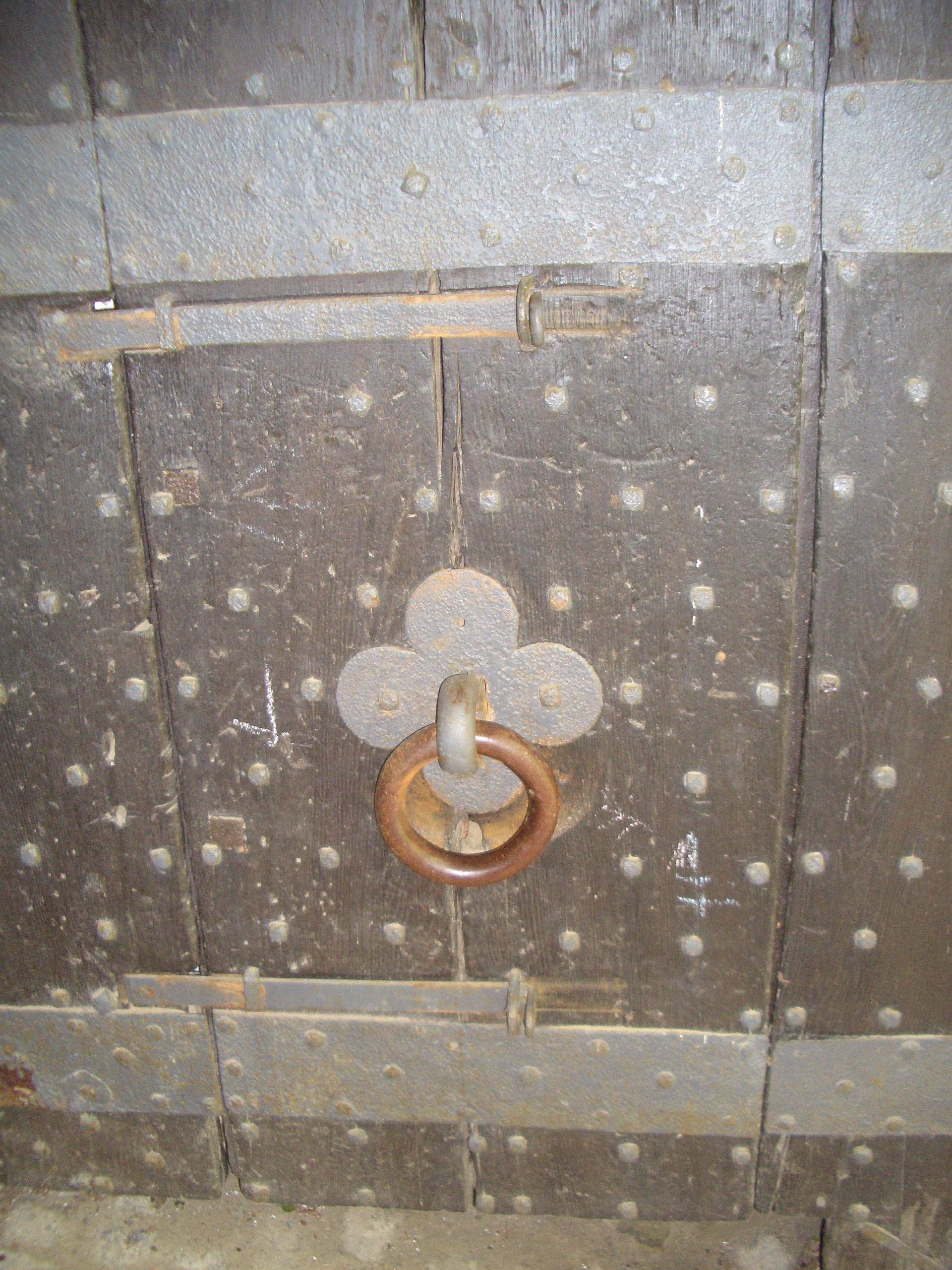
Wer diesen Ring durchbeißt, dem gehört die Veste, so eine Sage

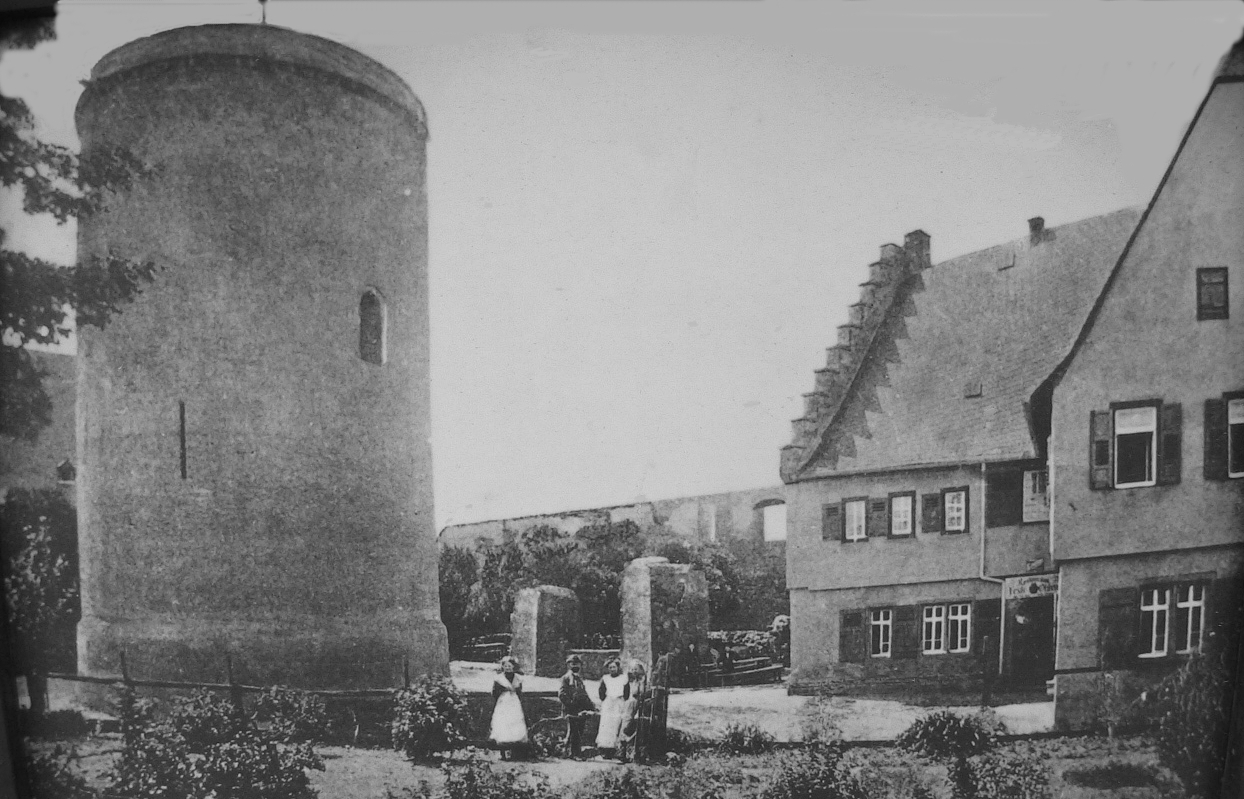
Innenhof Anno 1900

1802 ging das kurpfälzische Oberamt Otzberg an die Landgrafschaft Hessen-Darmstadt über, welches die Veste ab 1803 als Staatsgefängnis nutzte.
Im Jahre 1818 wurde die Veste Otzberg als Standort aufgegeben.
Am 25. Juli 1826 erging eine Verfügung des Finanzministeriums in Darmstadt, den Turm der Veste, das Kommandantenhaus mit den kleinen Ställen, die Arztwohnung, den Stall bei der Marketenderei, das Brunnenhaus und die Neue Kaserne (Bandhaus) zu erhalten. Alle anderen Gebäude sollten auf Abriss verkauft werden.
1921 wurde das Bandhaus zur Jugendherberge ausgebaut.
In den 1950er Jahren befand sich eine Forststelle und eine Gaststätte im Kommandantenhaus. Das Kommandantenhaus wurde bis Mitte der sechziger Jahre gemeinsam als Forsthaus und Gaststätte genutzt und danach mit wechselnden Pächtern als Gaststätte weitergeführt.
Ab 1985 zog das Museum Sammlung zur Volkskunde in Hessen in das Bandhaus ein. 1996 wurde das Korporalshaus wieder aufgebaut. Es wird seitdem als Museumsgebäude und Standesamt der Gemeinde Otzberg genutzt. Der Pachtvertrag für die Veste endete im Juni 2019, zurzeit wird das gesamte Gemäuer vom Land Hessen saniert. Während der Sanierung waren Innenhof und Bergfried zunächst weiter tagsüber öffentlich zugänglich, im Rahmen der Maßnahmen gegen die COVID-19-Pandemie wurde die Veste für die Öffentlichkeit geschlossen.

## Militär
Die Bewohner waren von Anfang an Soldaten; im 14. Jahrhundert lebten dort oben sechs Männer, um 1471 war von 14 Personen die Rede. Spezialisierte Soldtruppen kamen erst im 16. Jahrhundert dazu, zu der Zeit, als das Anwesen zur wehrhaften Festung ausgebaut wurde.

## Baubeschreibung

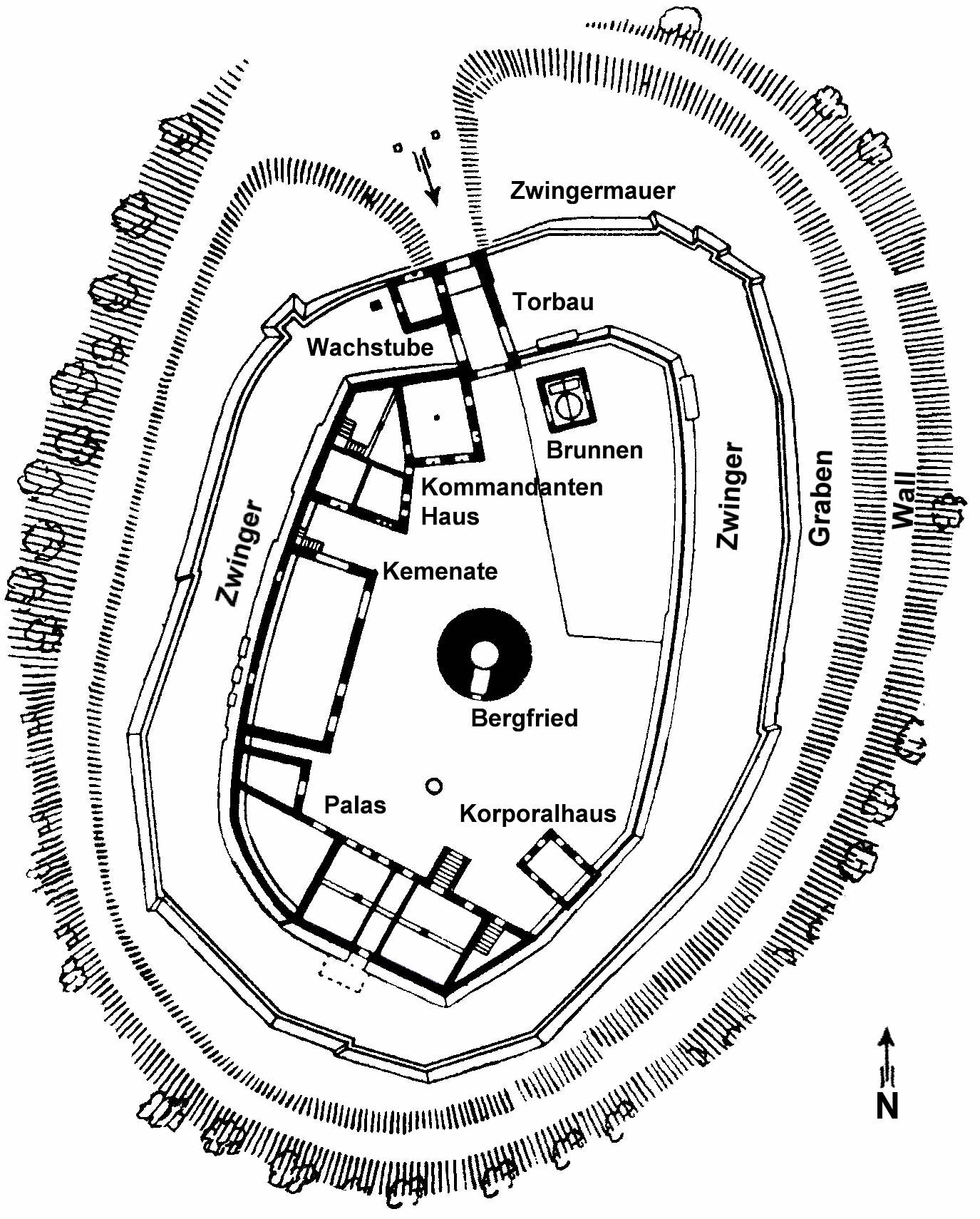
Lageplan der Veste Otzberg

Die Gestalt der Festung wird geprägt durch die im 16. Jahrhundert errichteten doppelten Ringmauern, die eine ovale Form beschreiben, und den Bergfried, der romanischen Ursprungs ist. Der Charakter ist immer noch der einer Festung aus der Zeit nach Einführung der Artillerie, typische Burgeigenschaften wie Turmlandschaften fehlen völlig.

### Bergfried
Der Bergfried, im Volksmund auch Weiße Rübe oder Sauerkrautfass genannt, ist das älteste Gebäude der Veste Otzberg. Der rund gemauerte 17 m hohe Turm hat unten einen Durchmesser von 10 m, in etwa 2 m Höhe verjüngt er sich auf 9,6 m. In 15,5 m Höhe befindet sich eine umlaufende Auskragung aus Sandstein, die ablaufendes Regenwasser vom Turm fernhalten soll. Von der 15,9 m hohen Aussichtsplattform der Weißen Rübe kann man an schönen Tagen über den ganzen Landkreis Darmstadt-Dieburg bis nach Frankfurt am Main und den Taunus schauen.

### Brunnen
Der Burgbrunnen von ca. 1320 an der Durchfahrt ist einer der tiefsten Brunnen Hessens. Nach neueren Ausgrabungen wird die Tiefe des Brunnens nun auf circa 50 Meter geschätzt. Daneben steht das 1788 eingebaute Tretrad, das die Wasserförderung damals erheblich erleichterte.

### Kommandantenhaus
Das Kommandantenhaus, in dem sich bis Juni 2019 die Burgschänke befand, entstand 1574 zusammen mit mehreren anderen neuen Gebäuden.

### Palas
Der Palas beheimatete von 1985 bis 2019 das Museum Otzberg – Sammlung zur Volkskunde in Hessen.

### Kaserne/Kemenate
Die frühere Kemenate wurde später als Kaserne genutzt. Wegen der hessischen Abrissverfügung von 1806 wurde sie als eines der wenigen Gebäude auf der Veste Otzberg zerstört. Heute sind nur noch die Grundmauern zu erkennen.

### Korporalshaus
Das 1996 wieder aufgebaute Korporalshaus dient als Trauzimmer der Gemeinde Otzberg.

Gebäude auf der Veste Otzberg
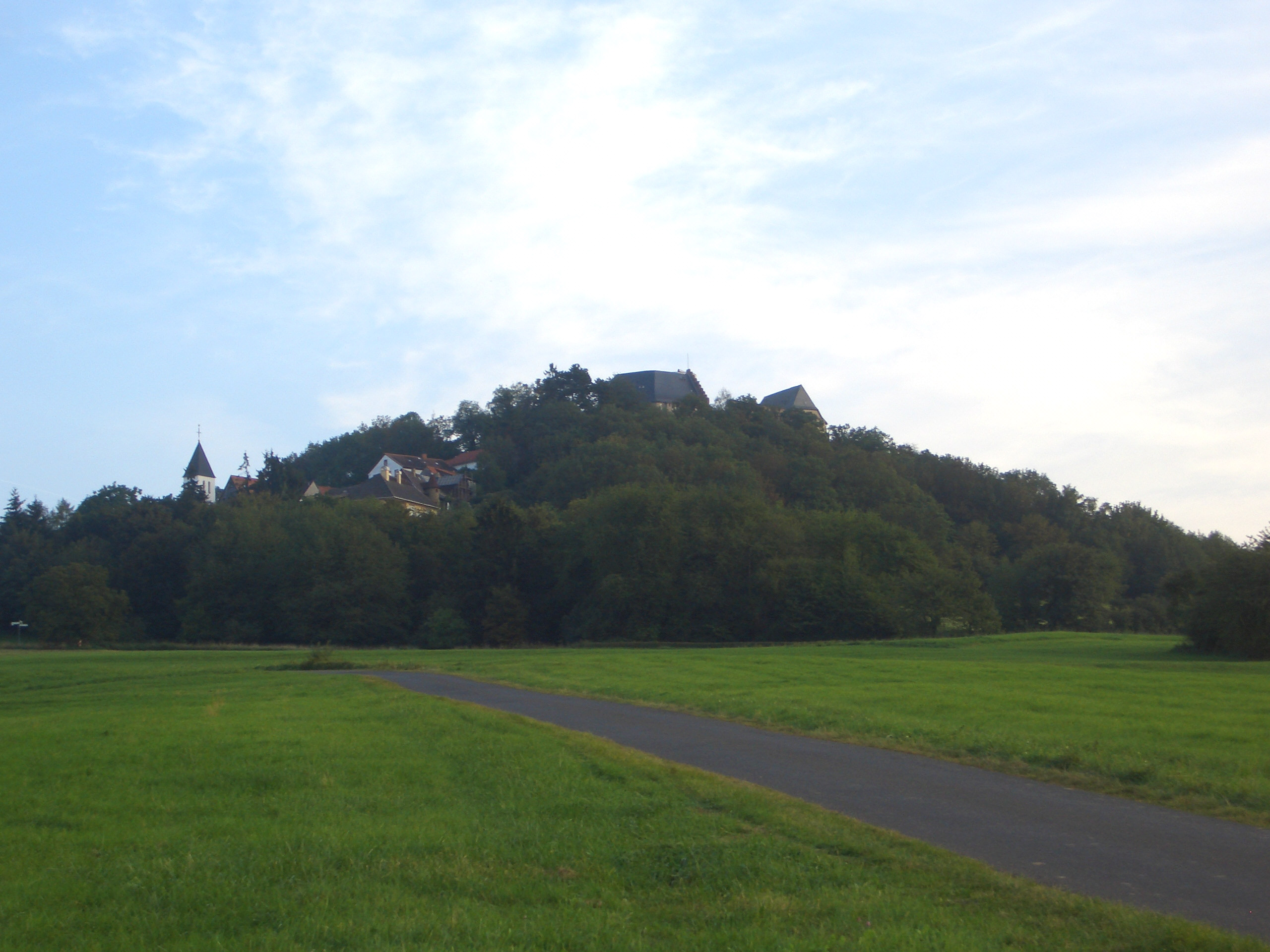
Der Otzberg – Nordansicht
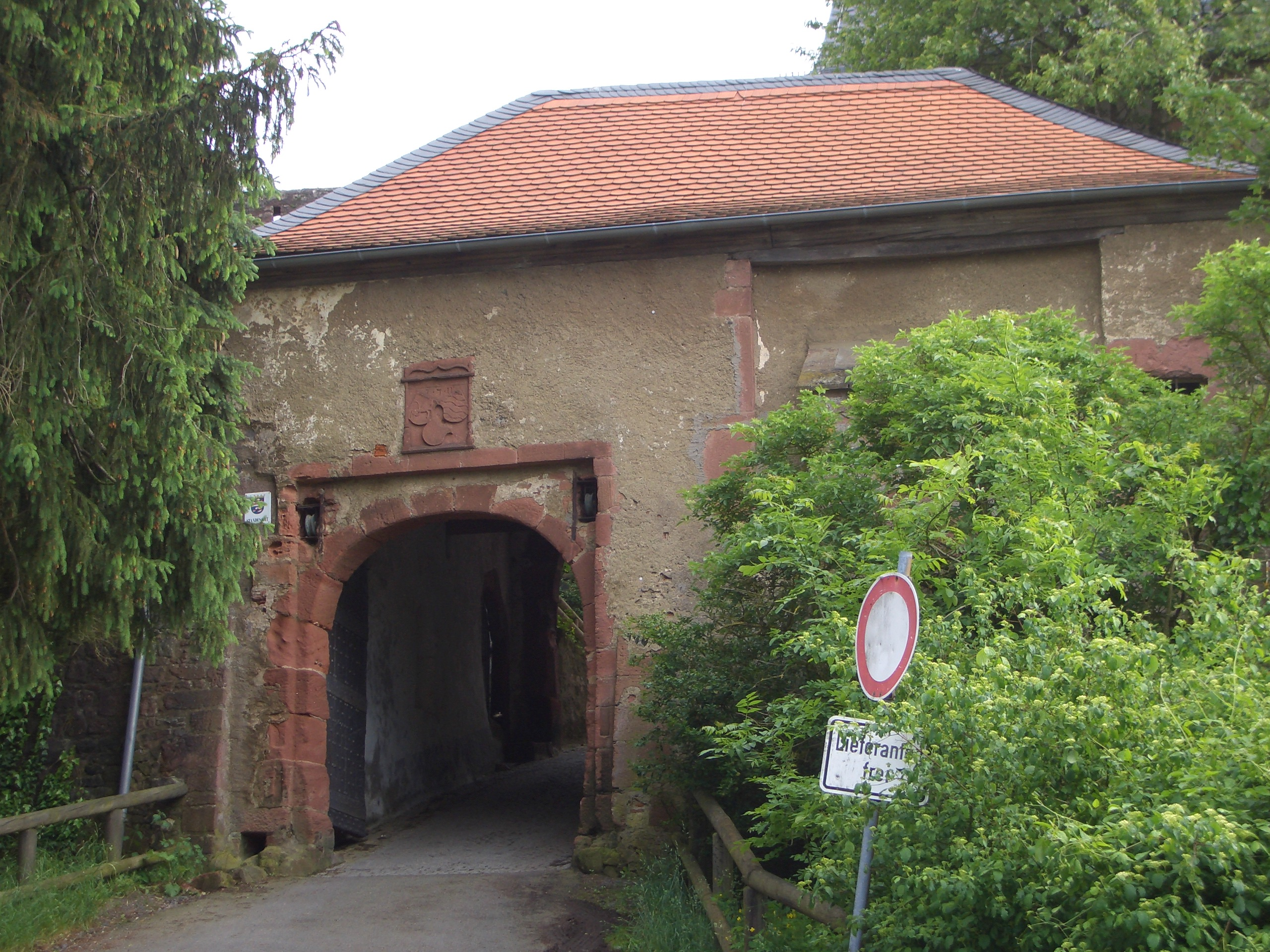
Torhaus, zur Burg
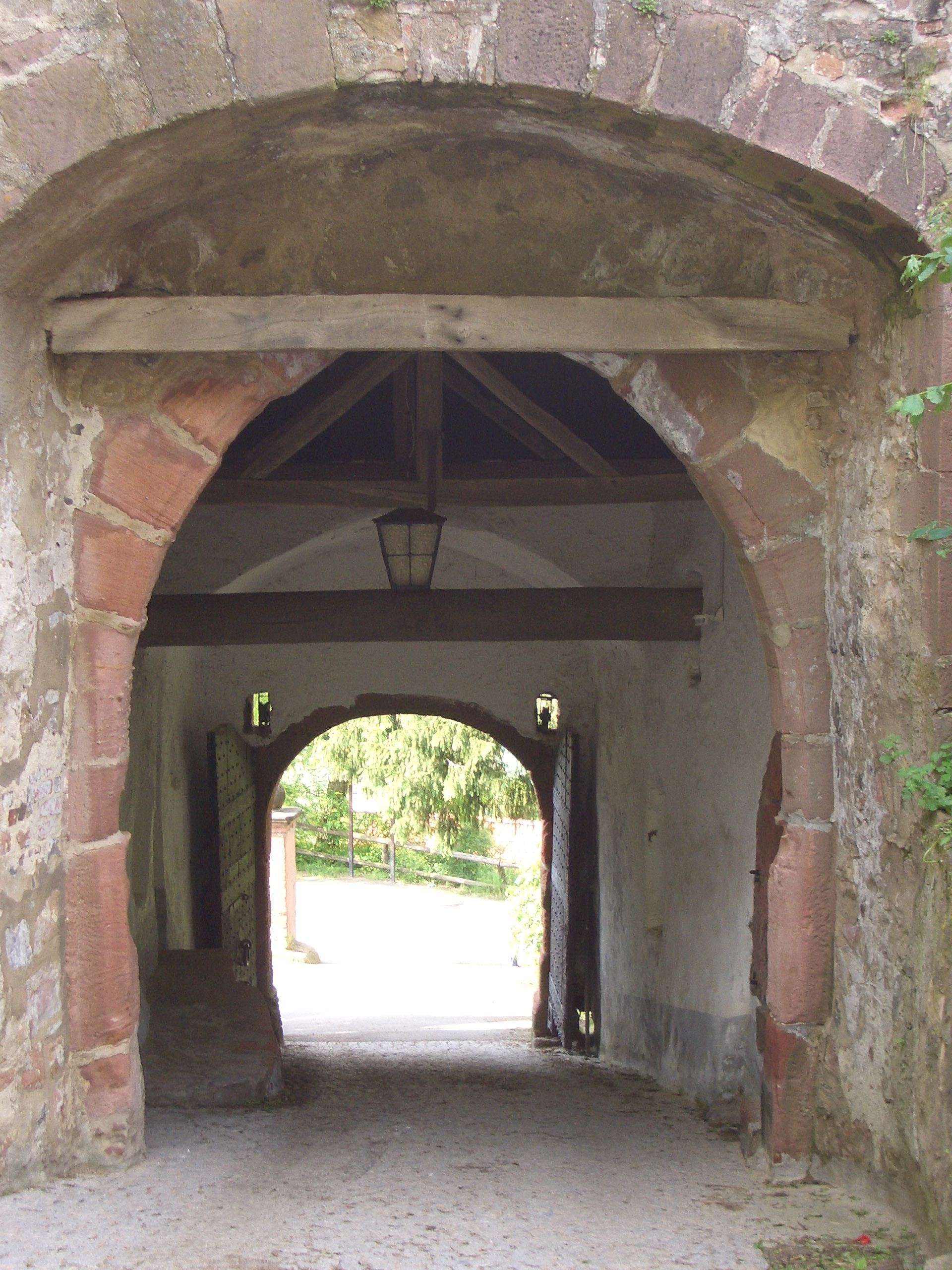
Torhaus, zur Ausfahrt
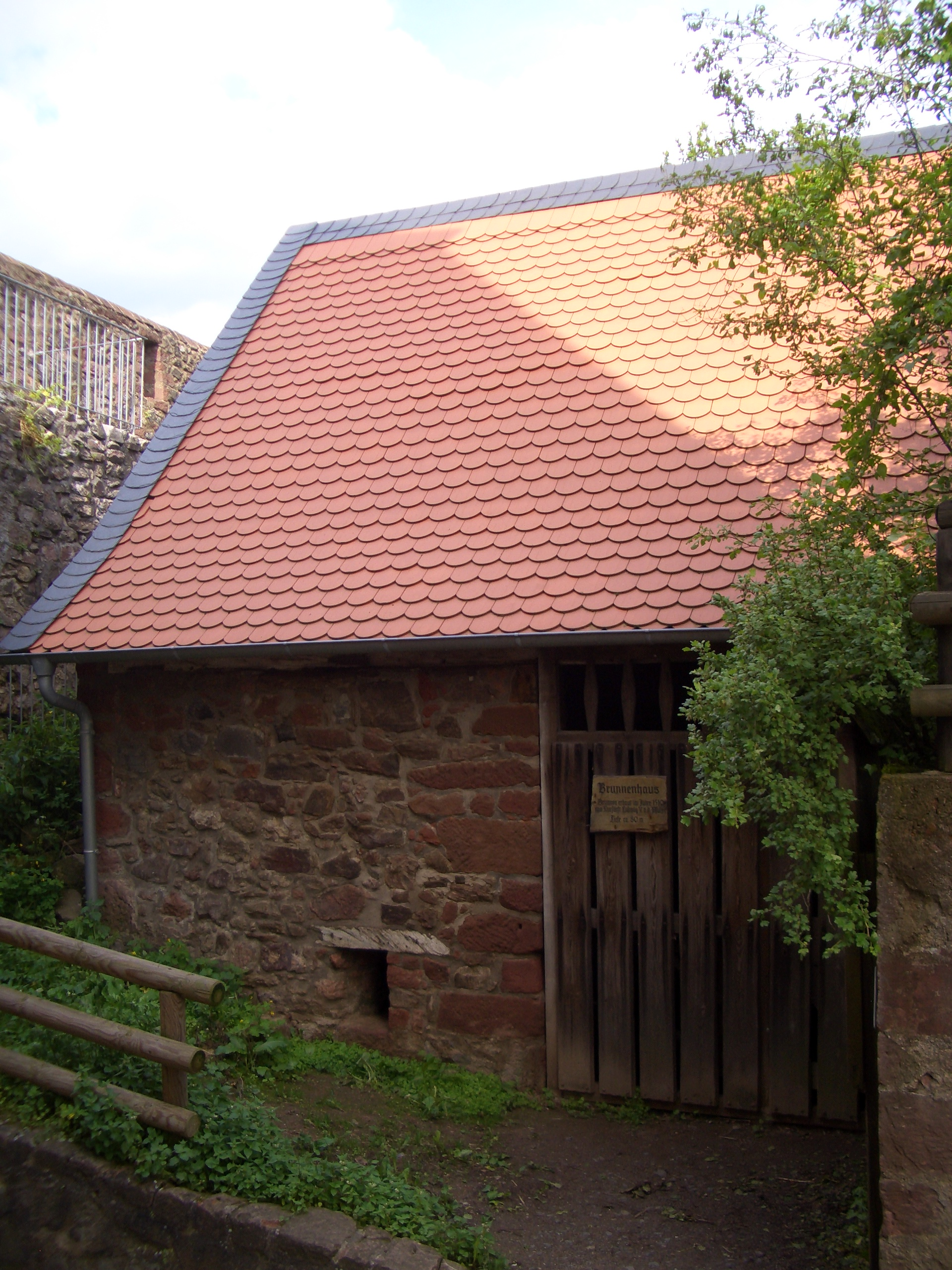
Brunnenhaus
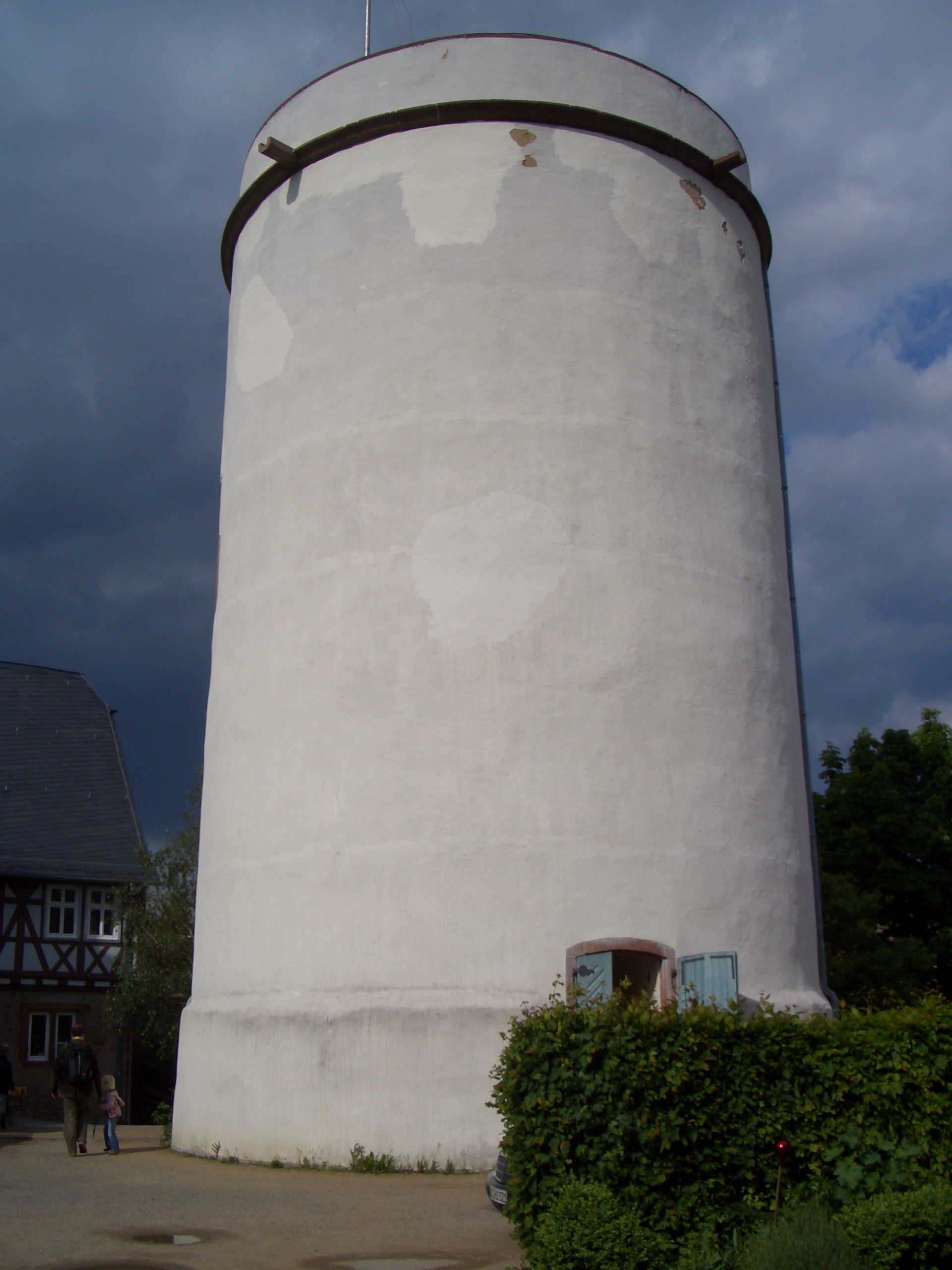
Bergfried
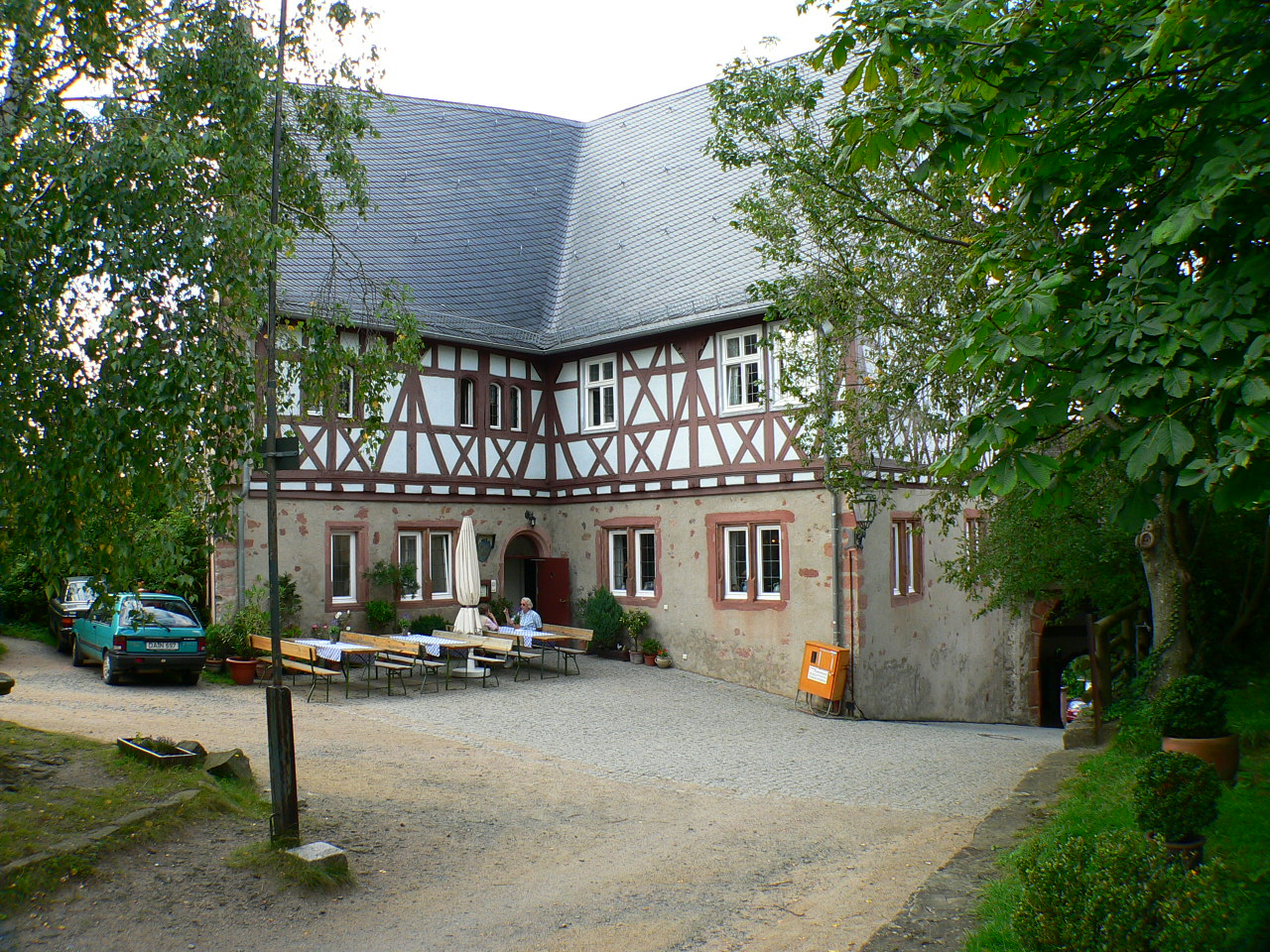
Kommandantenhaus
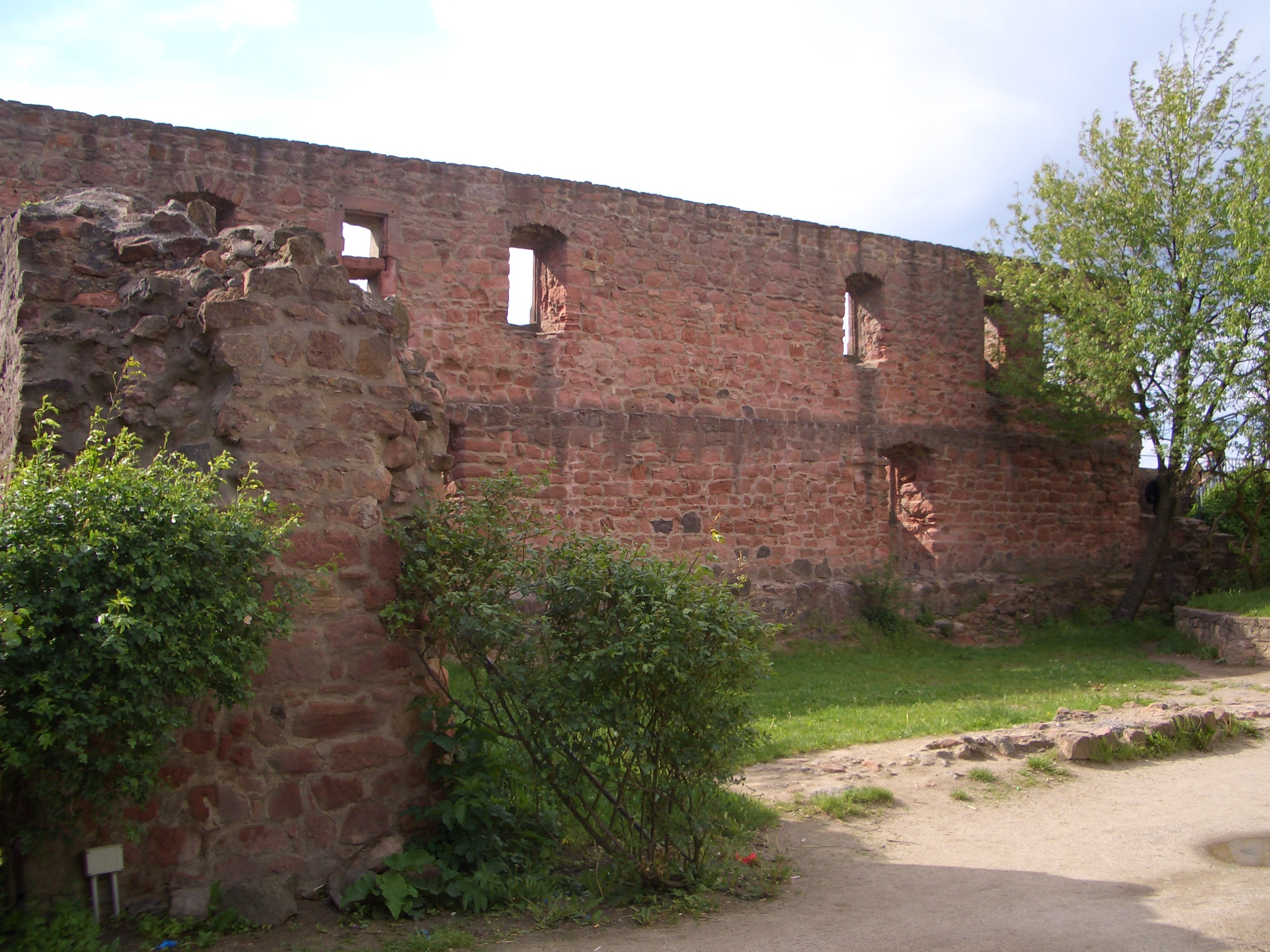
Kaserne/Kemenate
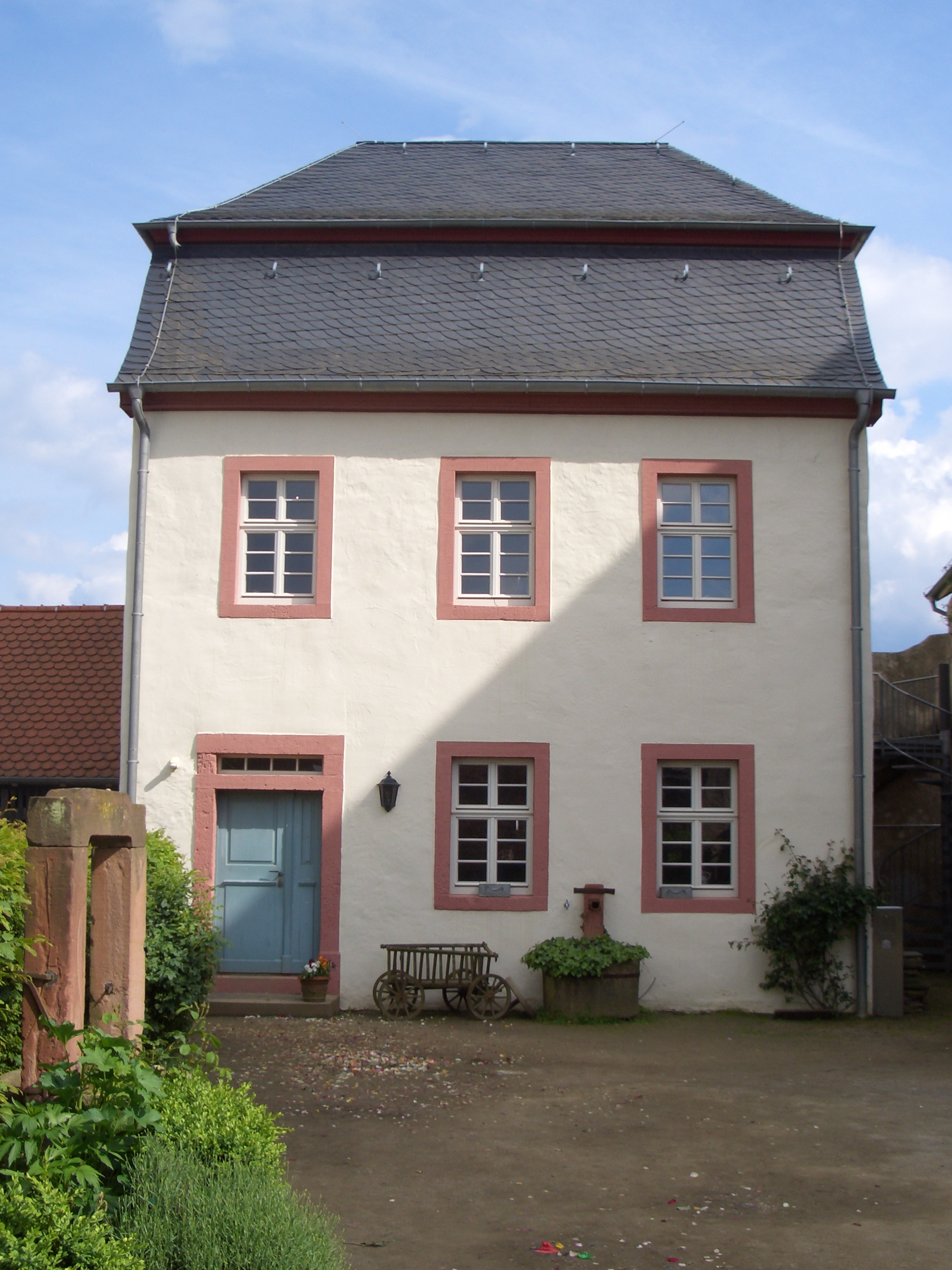
Korporalshaus
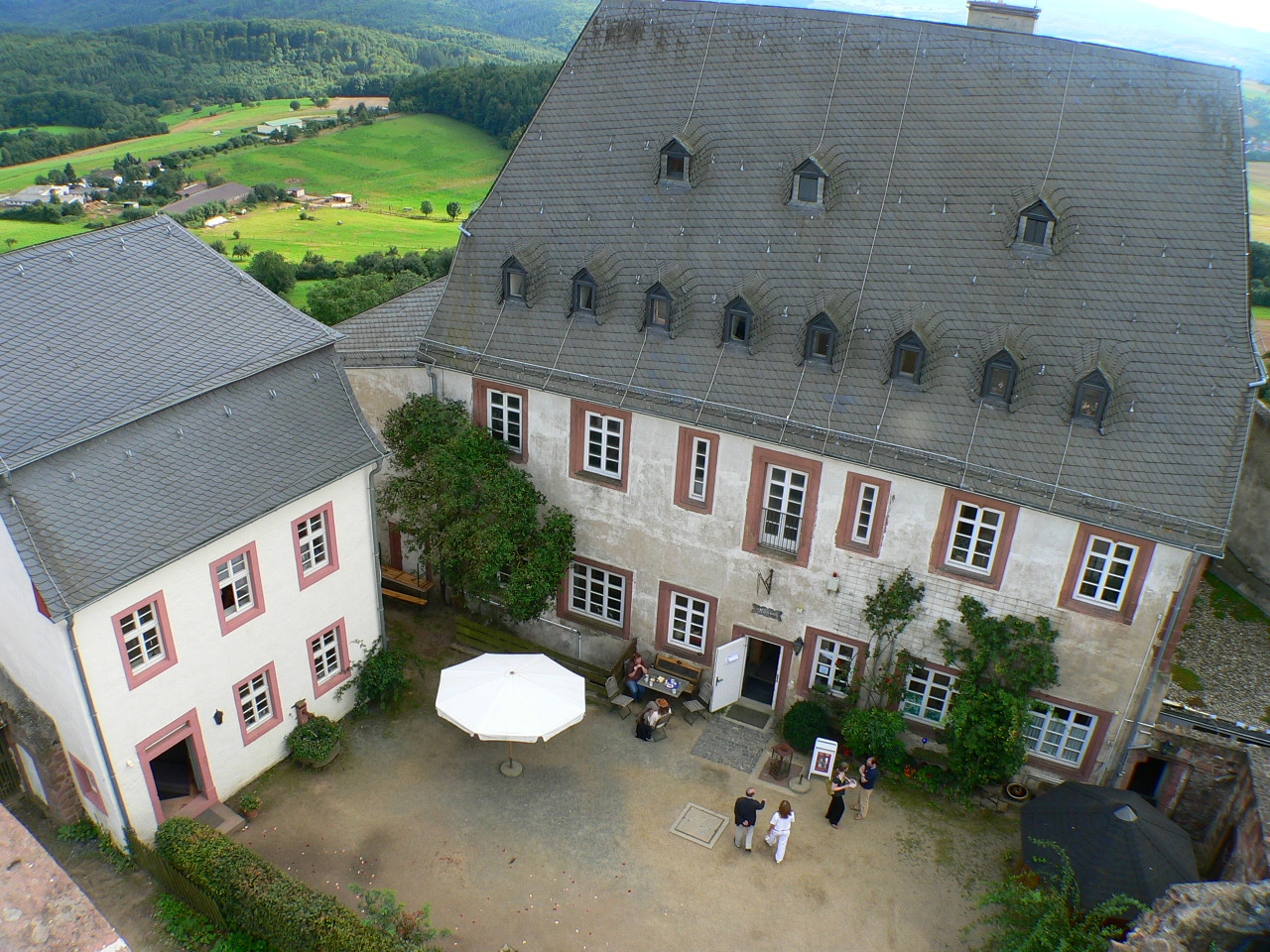
Korporalshaus und Palas
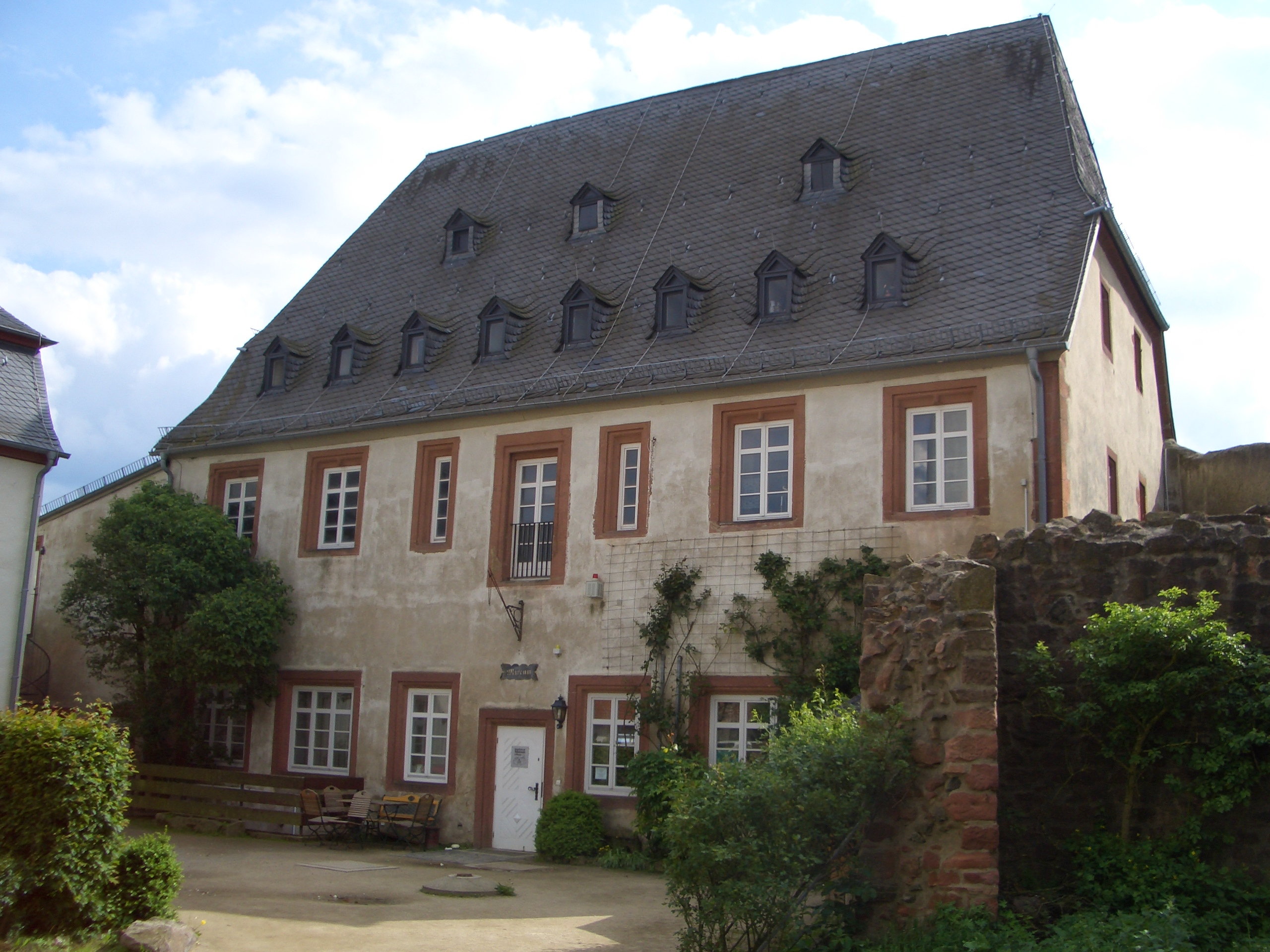
Palas
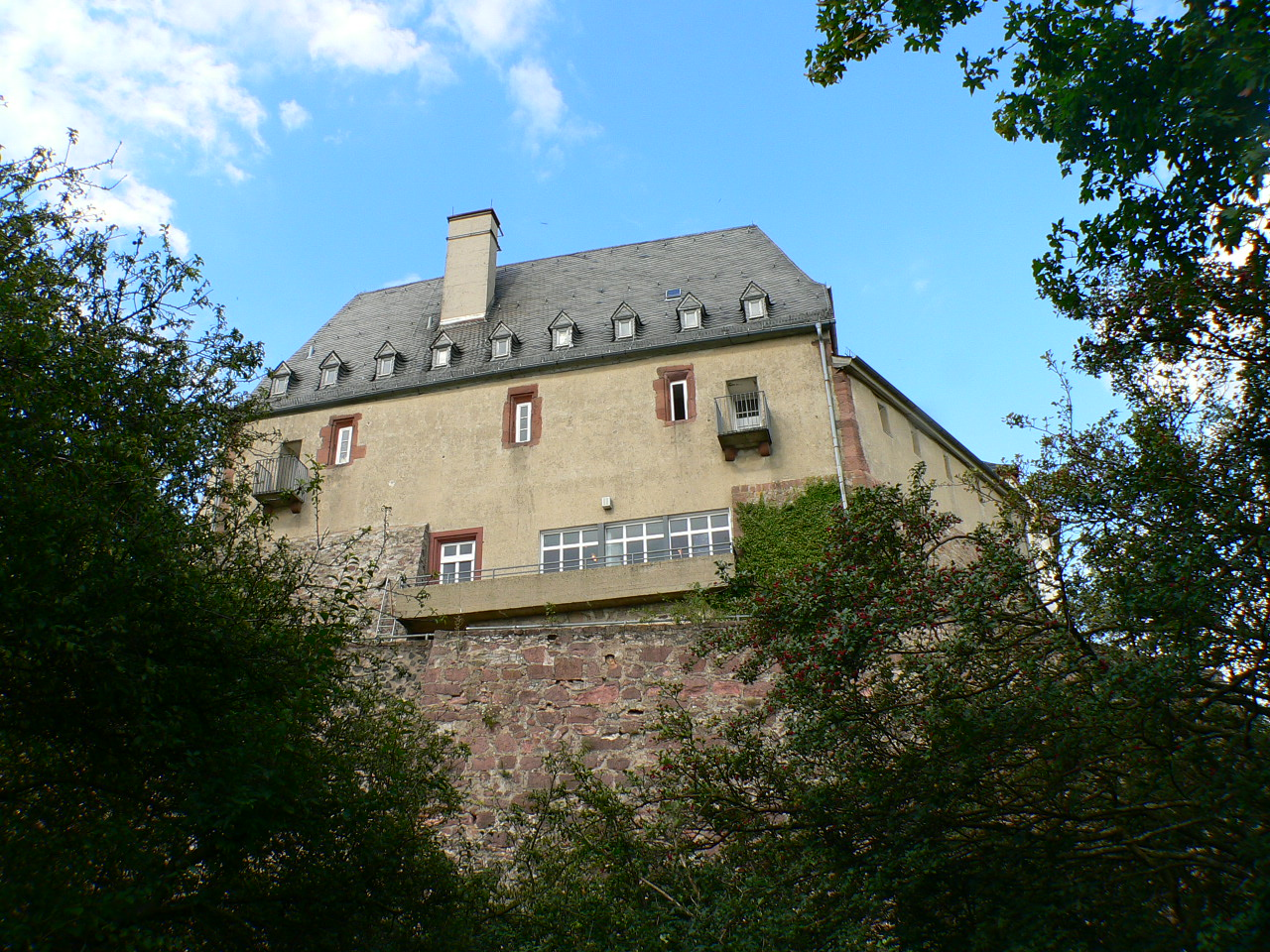
Palas Südansicht

## Regelmäßige Veranstaltungen
- November/Dezember: Weihnachtsmarkt[4] (findet ab 2019 bis zum Ende der Sanierungsarbeiten nicht statt)

## Kultur- und Naturdenkmal
In historischer und malerischer Hinsicht möchte dasselbe [Schloss Otzberg] der Erhaltung, wenigstens zum Teil, nicht unwert erscheinen, führte Georg Moller 1834 aus.
Die Veste ist heute nach dem Hessischen Denkmalschutzgesetz (HDSchG) als Kulturdenkmal unter Schutz gestellt.
Darüber hinaus ist das Gebiet um den Otzberg als flächenhaftes Naturdenkmal geschützt, dieses umfasst den oberen Bergkegel mit der Veste Otzberg sowie das umgebende Gelände.